# Talat N'Yaaqoub
Talat N'Yaaqoub (en àrab تلات نيعقوب, Talāt N-Yaʿqūb; en amazic ⵜⴰⵍⴰⵜ ⵏ ⵉⵄⵇⵓⴱ) és una comuna rural de la província d'Al Haouz, a la regió de Marràqueix-Safi, al Marroc. Segons el cens de 2014 tenia una població total de 7.866 persones.